# シェイク・ティオテ
シェイク・イスマエル・ティオテ（Cheik Ismael Tioté, 1986年6月21日 - 2017年6月5日）は、コートジボワール・ヤムスクロ出身のサッカー選手。ポジションはミッドフィルダー。

## 経歴

### クラブ

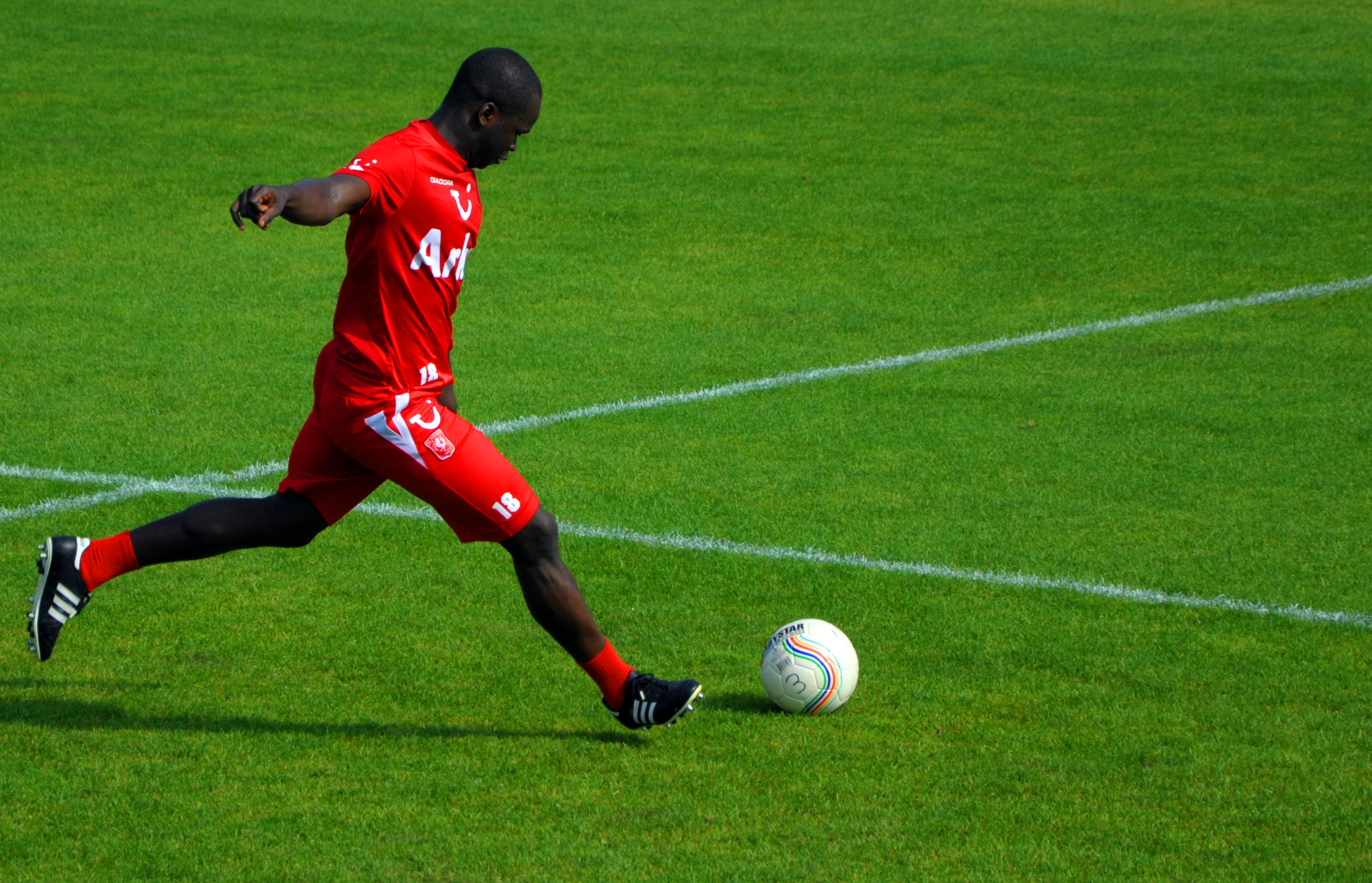
トゥウェンテ時代のティオテ

1998年にコートジボワールにあるFC Bibóのユースチームでキャリアをスタートさせた。2001年にベルギーにあるCS Viséのユースチームに移籍した。2005年にスカウトされベルギーのRSCアンデルレヒトに移籍した。
デビュー戦となったベルギーカップのGeel戦でペナルティーキックを失敗し敗北した。数少ない試合ながらUEFAチャンピオンズリーグのレアル・ベティス戦にも出場した。
2007-2008にオランダのローダJCに期限付き移籍した。ローダでは26試合に出場しまずまずの活躍を披露。残留することを熱望されたが希望金額の折り合いが付かず2008年6月12日にFCトゥウェンテに移籍した。
2010年8月26日、オランダリーグ優勝を置き土産にイングランドのニューカッスル・ユナイテッドFCに移籍した。9月18日、エヴァートンFC戦でデビューを果たした。
2017年2月7日、中国・甲級リーグの北京控股足球倶楽部へ移籍。同年6月5日、トレーニング中に心臓発作を起こし救急搬送されるも、そのまま30歳で死去した。

### 代表
2009年8月12日、2010 FIFAワールドカップ・アフリカ予選のチュニジア戦で代表デビューを飾った。
2013年2月3日のアフリカネイションズカップ2013準々決勝のナイジェリア戦で同点ゴールとなる代表初得点を挙げた。

## エピソード
2013年10月、偽装された運転免許証を所持したとして、懲役7か月、執行猶予18か月の有罪判決が下された。

## 所属クラブ
- RSCアンデルレヒト 2005-2008

→  ローダJC 2007-2008 (loan)
- FCトゥウェンテ 2008-2010
- ニューカッスル・ユナイテッドFC 2010-2017
- 北京控股足球倶楽部 2017

## 代表歴

### 出場大会
- コートジボワール代表
  - 2010 FIFAワールドカップ
  - 2014 FIFAワールドカップ

### 試合数
- 国際Aマッチ 55試合 1得点（2009年-2015年）[3]

| コートジボワール代表 | 国際Aマッチ | 国際Aマッチ |
| 年                   | 出場        | 得点        |
| -------------------- | ----------- | ----------- |
| 2009                 | 3           | 0           |
| 2010                 | 15          | 0           |
| 2011                 | 4           | 0           |
| 2012                 | 11          | 0           |
| 2013                 | 8           | 1           |
| 2014                 | 10          | 0           |
| 2015                 | 4           | 0           |
| 通算                 | 55          | 1           |

## タイトル

### クラブ
RSCアンデルレヒト
- ジュピラーリーグ 2005-06, 2006-07
- ベルギー・スーパーカップ 2006, 2007

FCトウェンテ
- エールディビジ 2009-10
- ヨハン・クライフ・スハール 2010

### 代表
コートジボワール代表
- アフリカネイションズカップ 2015